# Pilatus PC-21
Pilatus PC 21 – szwajcarski samolot treningowy napędzany silnikiem turbośmigłowym. 

## Historia
Samolot został oblatany w lipcu 2002. Obecnie służy w singapurskim i szwajcarskim wojsku. Załogę samolotu stanowi uczeń-pilot i instruktor. Samolot otrzymał silnik turbośmigłowy o stosunkowo dużej mocy 1200 KW, który przekłada się na wysokie osiągi - PC 21 osiąga prędkość maksymalną 685 km/h i prędkość wznoszenia 20 m/s.

## Użytkownicy
- Royal Australian Air Force: Zamówiono 49 sztuk, zastąpią PC-9/A i CT-4B[3].
- Królewskie Saudyjskie Siły Powietrzne : 55 zamówionych, zastąpią PC-9
- Katarskie Siły Powietrzne : 24 zamówione, zastąpią Piper PA-28 Cherokee i Dassault/Dornier Alpha Jet
- Siły Powietrzne Republiki Singapuru : 19 PC-21, zastąpiły SIAI-Marchetti S.211
- Francuskie Siły Powietrzne : W dniu 30 grudnia 2016 roku (DGA) podpisała ze szwajcarskim przedsiębiorstwem Pilatus Aircraft kontrakt w sprawie nabycia 17 maszyn tego typu[4]. 16 lipca 2021 roku podpisano kolejne porozumienie dzięki któremu Francja nabyła dodatkowe dziewięć PC-21. Pierwsza z dodatkowej transzy maszyn została oblatana 23 czerwca 2022 roku[5].
- Schweizer Luftwaffe : 8 PC-21
- Siły Powietrzne Zjednoczonych Emiratów Arabskich : 25 PC-21, zastąpiły PC-7
- Jordańskie Siły Powietrzne : Zamówiono 8 PC-21 zamiast 9 PC-9M[6].

## Podobne samoloty
- Pilatus PC-7
- Pilatus PC-9
- Beechcraft T-6 Texan II
- Embraer EMB 312 Tucano
- Embraer EMB 314 Super Tucano
- PZL-130 Orlik